# Ran Colles
I Ran Colles sono una struttura geologica della superficie di Venere.